# Konin-Huby
Konin-Huby – przysiółek wsi Konin w Polsce, położony w województwie wielkopolskim, w powiecie szamotulskim, w gminie Pniewy.
W latach 1975–1998 przysiółek należał administracyjnie do województwa poznańskiego.
Nazwa urzędowa obowiązuje od 1 stycznia 2012.